# انتخابات مجلس النواب الأمريكي 2022
انتخابات مجلس النواب الأمريكي 2022 أجريت في 8 نوفمبر 2022 لانتخاب ممثلين من جميع دوائر الكونغرس البالغ عددها 435، وهي جزء من انتخابات الولايات المتحدة لعام 2022 خلال ولاية الرئيس الحالي جو بايدن، فاز الحزب الجمهوري بأغلبية المقاعد وسيكون بمثابة حزب الأغلبية في مجلس النواب.